# 주효상
주효상(朱曉祥, 1997년 11월 11일 ~ )은 KBO 리그 KIA 타이거즈의 포수이다.

## 넥센 히어로즈&키움 히어로즈시절
다른 구단에서는 2016년 신인 드래프트 1차 지명에서 포수를 지명하지 않았지만 팀에서는 포수 유망주를 키우기 위해 1차로 지명됐다.
2016년 6월 14일 롯데전에서 대주자로 교체되며 데뷔 첫 경기를 치렀고, 경기 후반에 타선이 폭발해 타석에 들어섰다. 첫 타석에서 데뷔 첫 안타와 첫 득점, 첫 타점을 기록하며 활약했다. 9회부터 포수 마스크를 쓰며 김세현과 배터리를 이뤘는데 잘 막아내 첫 인터뷰까지 하며 주목받았다. 2016년 6월 15일에 처음으로 선발 라인업에 이름을 올렸으나 경험 부족이 티가 났다. 데뷔 첫 해에 준플레이오프 엔트리에 등록됐지만 출전하지 못했다. 2017년 8월 13일 한화전에서 데뷔 첫 홈런을 기록했다. 2018년에는 박동원이 성폭행 사건에 연루돼 김재현의 백업으로 활동했고, 2할 초반 타율을 기록했다. 김재현이 부상을 당해 포스트시즌에서 주전 포수로 활약했다. 2군에서는 타율 0.362를 기록했다. 2019년에는 박동원, 이지영에 밀려 기회를 많이 받지 못했다.

## KIA 타이거즈시절
2022년 11월 11일에 2024년 KBO 리그 신인 드래프트 2라운드 지명권과 트레이드를 통해 이적하였다.

## 출신 학교
- 역북초등학교
- 서울 강남중학교
- 서울고등학교

## 통산 기록
| 연도 | 팀명  | 타율  | 경기 | 타수 | 득점 | 안타 | 2루타 | 3루타 | 홈런 | 루타 | 타점 | 도루 | 도실 | 볼넷 | 사구 | 삼진 | 병살 | 실책 |
| ---- | ----- | ----- | ---- | ---- | ---- | ---- | ----- | ----- | ---- | ---- | ---- | ---- | ---- | ---- | ---- | ---- | ---- | ---- |
| 2016 | 넥센  | 0.222 | 12   | 18   | 3    | 4    | 1     | 0     | 0    | 5    | 3    | 0    | 0    | 1    | 0    | 9    | 0    | 0    |
| 2017 | 넥센  | 0.195 | 64   | 118  | 10   | 23   | 5     | 0     | 1    | 31   | 9    | 0    | 0    | 9    | 2    | 51   | 2    | 2    |
| 2018 | 넥센  | 0.218 | 80   | 110  | 9    | 24   | 3     | 0     | 1    | 30   | 12   | 1    | 2    | 10   | 2    | 36   | 2    | 2    |
| 2019 | 키움  | 0.207 | 18   | 29   | 3    | 6    | 2     | 1     | 0    | 10   | 5    | 0    | 0    | 1    | 0    | 7    | 0    | 1    |
| 2020 | 키움  | 0.190 | 63   | 84   | 6    | 16   | 4     | 0     | 0    | 20   | 7    | 0    | 0    | 13   | 0    | 26   | 0    | 4    |
| 2023 | KIA   | 0.063 | 19   | 32   | 2    | 2    | 0     | 0     | 0    | 2    | 1    | 0    | 0    | 2    | 0    | 10   | 1    | 0    |
| 통산 | 6시즌 | 0.192 | 256  | 391  | 33   | 75   | 15    | 1     | 2    | 98   | 37   | 1    | 2    | 36   | 4    | 139  | 5    | 9    |